# Lisa Sher
 (août 2025).
Si vous disposez d'ouvrages ou d'articles de référence ou si vous connaissez des sites web de qualité traitant du thème abordé ici, merci de compléter l'article en donnant les références utiles à sa vérifiabilité et en les liant à la section « Notes et références ».
Lisa Sher, née le 19 avril 1969, est une ancienne coureuse cycliste américaine, spécialiste de la descente et du dual slalom en VTT.

## Palmarès en VTT

### Championnats du monde
- Mont Sainte-Anne 1998
  - 4e de la descente

### Coupe du monde
- Coupe du monde de descente
  - 9e en 1996
  - 9e en 1997
  - 4e en 1998
  - 10e en 1999
  - 10e en 2000

- Coupe du monde de four cross
  - 8e en 2002

### Championnats des États-Unis
- 2002
  -  Championne des États-Unis de descente[1]
- 2004
  - 2e des championnats des États-Unis de descente

### Autre
- 1998
  - 3e de Sierra Nevada - descente (coupe du monde)